# Culorile pan-arabe

Steagul Revoltei Arabe

Roșul, negrul, albul și verdele sunt culorile pan-arabe, avându-și originea în steagul Revoltei Arabe. Primele trei culori, de bază, se află pe steagurile Egiptului și Yemenului; împreună cu verdele, se află de asemenea pe steagurile Palestinei, Siriei, Sudanului, Saharei de Vest, Iordaniei, Emiratelor Arabe Unite, Kuwaitului și Irakului.

Palestina
Siria
Sudan
Sahara de Vest
Iordania
Emiratele Arabe Unite
Kuwait
Yemen
Irak
Egipt